# 부가세
부가세(附加稅, surtax)는 어떤 조세의 세액에 비례한 액수의 조세를 원래의 세금을 내는 사람에게 징수하는 조세다.

## 캐나다
캐나다의 두 관할 구역인 퀘벡과 프린스 에드워드 아일랜드에서 상품 및 서비스에 대한 부가가치세의 주정부 부분은 이전에 스티커 가격에 연방 상품 및 서비스세를 더한 부가세로 계산되었다. 프린스 에드워드 아일랜드에서는 연방세(2013년 기준) 5%에 지방 판매세가 10%로 부과되어 폐지 당시 총 유효 세율은 15.5%였다.